# Лисья
Лисья — деревня в Большесосновском районе Пермского края. Входит в состав Полозовского сельского поселения.

## Географическое положение
Расположена на правом берегу реки Сива, в месте, где она принимает приток Лисья, примерно в 15 км к юго-западу от административного центра поселения, села Полозово, и в 3 км от границы с Удмуртией.

## Население
| 2010 |
| ---- |
| 189  |

## Улицы
- Молодёжная ул.
- Набережная ул.
- Новая ул.
- Уральская ул.
- Центральная ул.
- Школьная ул.

## Топографические карты
- Лист карты O-40-97 Первомайский. Масштаб: 1 : 100 000. Состояние местности на 1983 год. Издание 1984 г.